# Onderhoudsachterstand

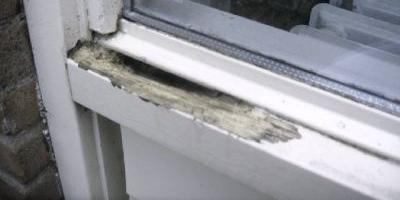
Houtrot duidelijk zichtbaar, onderhoudsachterstand in het schilderwerk en daardoor hout met achterstallig onderhoud.

Een Onderhoudsachterstand is in Nederland de beschrijving van een toestand waarin het onderhoud van voornamelijk vastgoed op een bepaald moment kan verkeren. De onderhoudsachterstand ontstaat als aan (een deel van) het vastgoed gedurende een bepaalde tijd geen onderhoud is uitgevoerd. Een onderhoudsachterstand betekent dat het onderhoud feitelijk al uitgevoerd had kunnen worden, maar dat is om wat voor reden dan ook nog niet gebeurd. De "schade" die ontstaan is, beperkt zich tot de te onderhouden zaak zelf. In feite is het geen schade, maar een besparing, omdat de onderhoudskosten later worden uitgegeven dan strikt noodzakelijk. Er ontstaat pas echt schade, als het onderhoud nog langer uitblijft en er ook aan ander zaken schade ontstaat omdat het onderhoud achterwege blijft. Zie Achterstallig onderhoud en zie de afbeelding.
De onderhoudsachterstand en het eventuele achterstallig onderhoud kunnen goed in beeld worden gebracht met een inspectie (zie Conditiemeting). Om een onderhoudsachterstand NIET te laten doorschieten naar achterstallig onderhoud is het van belang om het vastgoed minstens eenmaal in de twee jaar aan een inspectie te onderwerpen en op basis van de inspecties een MeerjarenOnderhoudsPlan (zie MOP) op te laten stellen. Met de (juiste) conditiemeting kan een inschatting gemaakt worden wanneer een onderhoudsachterstand doorschiet naar achterstallig onderhoud.